# SWARM
Swarm (englisch für Schwarm) ist der Name einer Satellitenmission der ESA. Die Mission ist Teil des Programms Earth Explorer Missions und setzt das erfolgreiche CHAMP-Projekt zur Messung des Erdmagnetfeldes und seiner zeitlichen Veränderung fort. Die drei baugleichen Satelliten starteten am 22. November 2013.

## Mission
Die drei Satelliten umkreisen die Erde in der Ionosphäre auf polaren Umlaufbahnen. Gemeinsam messen sie die Stärke, Orientierung und zeitliche Veränderungen des Erdmagnetfeldes. Aus den Ergebnissen sollen Prognosen über die Langzeitentwicklung des Magnetfeldes abgeleitet werden.
Die Kosten für den Bau der Satelliten betrugen etwa 86 Millionen Euro, die Gesamtkosten der Mission waren auf etwa 200 Millionen Euro veranschlagt. Im November 2017 wurde die Mission bis 2021 verlängert und soll inzwischen bis mindestens 2025 weitergeführt werden.
Die erste Arbeitskonstellation der Satelliten wurde am 17. April 2014 erreicht. Zur Feier des 10-jährigen Jubiläums findet im April 2024 die „Swarm 10th Anniversary and Science Conference“ statt. Sie behandelt insbesondere auch Anwendungen, die außerhalb des ursprünglichen Missionsziels liegen.

## Aufbau
Die Satelliten wurden von einem deutsch-britischen Team von Airbus Defence and Space in Friedrichshafen gefertigt. Die Komponenten liefern Unternehmen in Europa, beispielsweise baute RUAG Space den GPS-Empfänger.
Die Satelliten tragen jeweils sieben Instrumente für die Durchführung des Projekts, diese sind:
- das Vector Field Magnetometer (VFM), dieses wissenschaftliche Hauptinstrument der SWARM-Mission vermisst die Vektorkomponenten des Erdmagnetfeldes mit einer Genauigkeit von einem Nanotesla;
- das Absolute Scalar Magnetometer (ASM), dieses dient primär der Kalibrierung des VFM;
- das Electric Field Instrument (EFI), ausgerüstet mit Sensoren für die Messung von Ionen-Eintrittswinkel und -Geschwindigkeit;
- das Accelerometer (ACC), zum Bestimmen der Beschleunigung des Satelliten, welche nicht durch Gravitation verursacht wurde, wie zum Beispiel Luftwiderstand und Sonnenwind;
- der Laser Range Reflector (LRR), dieser reflektiert Laserstrahlen von einer Messstation auf der Erdoberfläche und erlaubt eine genaue Abstandsmessung;
- das Star Tracker System (STR), dieses liefert höchst präzise Lagedaten des Satelliten und
- der GNSS Receiver (GPSR), dieser liefert unabhängige Echtzeitinformationen zur Position und Zeit des Satelliten.

## Datenprodukte
Die Daten der Swarm-Mission sind frei zugänglich und können über die ESA Missionsseite abgerufen werden. Die Swarm-Mission liefert Datenprodukte für das Magnetfeld, für das elektrische Feld und die Ionosphäre sowie für den Orbit und Luftwiderstand. Dabei wird zwischen Level-1b- und Level-2-Produkten unterschieden. Level-1b-Daten sind die kalibrierten Zeitreihen der einzelnen Satelliten, während Level-2-Datenprodukte aus Level 1b-Daten-abgeleitet werden, z. T. unter Verwendung der kombinierten Satellitenmessungen (Konstellation).
Magnetfeld
- Level 1b:
  - Magnetfeldstärke
  - Magnetfeldvektor
- Level 2:
  - Comprehensive Inversion (Modellierung aller Magnetfeldanteile)
  - Magnetisches Kernfeld
  - Magnetisches Krustenfeld
  - Elektrische Leitfähigkeit des Erdmantels

Elektrisches Feld und Ionosphäre
- Level 1b:
  - Elektrischer Feldvektor (EFI)
  - Plasmadichte
  - Plasmatemperatur
  - Ionendriftgeschwindigkeit (Vektor)
- Level 2:
  - Magnetosphärenfeld (Ringstrom)
  - Ionosphärenfeld (SQ)
  - Radiale und feldparallele Ströme (FAC)
  - Plasma Bubble Index (IBI)
  - Total Electron Content (TEC)
  - Elektrisches Feld am Äquator (EEF)

Orbit und Luftwiderstand
- Level 1b:
  - Air-Drag-Vektor (ACC)
  - Position, Lage, Zeitstempel (Medium Orbit Determination – MOD)
- Level 2:
  - Eulerwinkel
  - Kalibrierung des Akzelerometers
  - Genaue Orbitbestimmung (Precise Orbit Determination – POD)
  - Luftdichte und Winde in der Thermosphäre

## Projektbüro in Deutschland
Es gab von September 2009 bis Dezember 2014 am Deutschen GeoForschungsZentrum in Potsdam das Swarm-Projektbüro. Es hat in Kooperation mit dem DLR bis zum Start der Satelliten die Auswertung der Mission und die Nutzung der Swarm-Ergebnisse in verschiedenen Geowissenschaften vorbereitet. Koordinator des deutschen Projektbüros war Hermann Lühr, einer der Wegbereiter der Swarm-Mission.

## Swarm DISC
Swarm DISC (Swarm Data, Innovation, and Science Cluster) ist ein internationales Konsortium, um die wissenschaftlichen Ergebnisse der Mission aufzubereiten. Zu den Aufgaben des Konsortiums gehört die Aufbereitung der Daten, aber auch die Entwicklung darauf aufbauende Produkte und Services. 28 wissenschaftliche Institutionen aus Europa, Kanada und den USA bilden das Konsortium, das von der ESA gefördert wird. Aus dem deutschsprachigen Raum sind beteiligt: Astronomisches Institut der Universität Bern (CH), Eidgenössische Technische Hochschule Zürich (CH), EOX IT Services GmbH (AT), Helmholtz-Zentrum Potsdam – Deutsches GeoForschungsZentrum (DE), Leibniz-Institut für Atmosphärenphysik (DE), Institut für Geodäsie der Technischen Universität Graz (AT) und Leibniz Universität Hannover (DE).